# تادئوش دژازگا
تادئوش دژازگا ((به لهستانی: Tadeusz Drzazga)؛ زادهٔ ۷ اوت ۱۹۷۵) وزنه‌بردار اهل لهستان بود.